# Эффект «женщины чудесны»
Эффект «женщины чудесны» (англ. women-are-wonderful effect) — явление, обнаруженное в психологических и социологических исследованиях, которое предполагает, что люди связывают с женщинами больше положительных качеств, чем с мужчинами. Это эмоциональная предвзятость по отношению к женщинам в целом. Эта фраза была введена Элис Игли и Антонио Младиником в 1994 году после того, как они обнаружили, что и мужчины, и женщины склонны приписывать женщинам положительные черты, причём женщины демонстрируют гораздо более выраженную предвзятость. Положительные черты приписывались и мужчинам, обоими полами, но в гораздо меньшей степени.
Авторы предположили, что общая положительная оценка женщин может быть связана с деторождением и вскармливанием. Это предубеждение было приведено в качестве примера доброжелательного сексизма.

## Фон
Этот термин был введён исследователями Элис Игли и Антонио Младиником в статье 1994 года, в которой они подвергли сомнению широко распространённое мнение о предубеждении в отношении женщин. Они заметили, что большая часть исследований была безрезультатной в плане демонстрации предвзятости. Они обнаружили положительную предвзятость в отношении женщин в своих исследованиях 1989 и 1991 годов, в которых использовались анкеты, раздаваемые студентам в Соединённых Штатах.
В 1989 году 203 студентам-психологам Университета Пердью раздали анкеты в группах по 20 человек и попросили оценить испытуемых обоих полов. Результаты показали более благоприятное отношение к женщинам и женским стереотипам.
В 1991 году 324 студентам-психологам Университета Пердью раздали анкеты в группах по 20 человек и попросили оценить испытуемых обоих полов. Они оценили социальные категории мужчин и женщин, связав черты и ожидания от каждого пола с помощью интервью, эмоциональных ассоциаций и свободных ответов. Женщины были оценены выше в подходах и убеждениях, но не в эмоциях.

## Внутригрупповая предвзятость
Рудман и Гудвин (2004) провели исследование межполовых предубеждений, в ходе которого измерялись межполовые предпочтения без прямого опроса участников. Студенты из университетов Пердью и Ратгерс участвовали в компьютеризированных тестах, которые измеряли инстинктивные реакции — насколько быстро человек классифицирует приятные и неприятные атрибуты каждого пола. Такие тесты выясняют, ассоциируются ли у людей приятные слова (хорошее, счастливое и солнечное) с женщинами, а неприятные слова (плохое, беда и боль) — с мужчинами.
Это исследование показало, что, хотя и женщины, и мужчины более благосклонно относятся к женщинам, внутригрупповые предубеждения женщин были в 4,5 раза сильнее, чем у мужчин. И только женщины продемонстрировали когнитивный баланс между внутригрупповыми предубеждениями, идентичностью и самооценкой, показывая, что у мужчин отсутствует механизм, который поддерживает автоматическое предпочтение своего пола.
Другие эксперименты в этом исследовании показали, что люди автоматически предпочитали своих матерей отцам или ассоциировали мужской пол с насилием или агрессией. Рудман и Гудвин предположили, что материнская привязанность и мужское запугивание влияют на межполовые подходы.
Другой эксперимент в рамках исследования показал, что эффект согласован с сексуальными отношениями. Выяснилось, что среди мужчин, которые больше занимались сексом, чем более позитивно они относились к сексу, тем сильнее их предпочтительное отношение к женщинам. Больший интерес к сексу может способствовать автоматическому предпочтению мужчинами женщин, хотя и женщины, и мужчины с сексуальным опытом выражали большую симпатию к противоположному полу.
Одно исследование показало, что эффект уменьшается с увеличением равенства полов, причём из-за различий в отношении к мужчинам, а не к женщинам. В более эгалитарных обществах люди более позитивно относятся к мужчинам, чем в менее эгалитарных обществах.

## Критика
Некоторые авторы заявили, что эффект «женщины чудесны» применим, когда женщины следуют традиционным половым ролям, таким как выращивание детей и домохозяйка, и утверждали, что эффект «женщины чудесны» можно было бы лучше сформулировать как эффект «женщины чудесны, когда они не руководят». Однако другие авторы цитируют исследования, показывающие, что эффект «женщины чудесны» по-прежнему применим, даже когда женщины играют нетрадиционные половые роли, а исходное исследование Игли, Младиника и Отто, обнаружившее эффект «женщины чудесны», вообще не обнаружило такой амбивалентности.